# Janas (gruppo musicale)
I Janas (pron. Gianas), sono una band della Sardegna che si colloca all'interno di quel genere musicale che mette insieme sonorità pop rock di matrice anglosassone con le tradizioni popolari dell’isola.
In questo contesto i Janas sono interpreti originali e ben individuabili per la qualità delle voci maschili, forgiate nella forma del canto a tenore di Seneghe, paese del Montiferru da cui tutti i componenti del gruppo provengono e a cui sono legatissimi.

## Storia del gruppo
Il gruppo nasce nel 1992, facendo il suo debutto l'anno successivo (1993), dopo il quale cominciano le esperienze artistiche importanti: un tour con i Tazenda, la partecipazione alla prestigiosa trasmissione televisiva di Red Ronnie “Roxy Bar”, il Festival Internazionale di Sant'Anna Arresi “Ai confini tra Sardegna e Jazz” e dal 2013 la collaborazione artistica con la cantante Antonella Ruggiero.
La registrazione di uno spot pubblicitario nel 1997, con Marina Suma (regia di Luciano Emmer), trasmesso nelle reti Mediaset (Canale 5, Rete4, Italia1), è un altro importante traguardo del gruppo.
Nel 2002 partecipano al “TIM-TOUR” vincendo la selezione regionale in Sardegna e qualificandosi alla finale nazionale tenutasi a Palermo. Lo stesso anno sono protagonisti della sigla del programma “Sardegna Canta” in onda su Videolina con il brano “Biskisende”.
Il 2004 li vede protagonisti della sigla di apertura del programma “Buonasera Sardegna” in onda su Sardegna Uno con la canzone “Baiana”; quest’ultima porta il gruppo alla vittoria del "Roma music festival".
Dal 2013 al 2015 danno vita, in collaborazione con Antonella Ruggiero, ad un progetto artistico basato sui grandi successi della cantante genovese riarrangiati dal gruppo, e sul suo coinvolgimento nei brani del loro repertorio, cantanti in lingua sarda.
Nel 2023 con il "30 annos tour", festeggiano 30 anni di concerti live trascorsi insieme al proprio pubblico, ripercorrendo insieme la propria storia, attraverso i brani che li hanno accompagnati in questi anni.

## Formazione

### Formazione attuale
- Sebastiano Cubeddu
- Tanino Mancosu
- Tore Mancosu
- Mondo Trogu
- Tore Usai

### Band
- Marco Coa - tastiere
- Tancredi Emmi - basso
- Ludovico Sarai - batteria
- Lorenzo Lepori - chitarra
- Giansilvio Pinna - fisarmonica

#### Precedenti
- Alessio Lisci - chitarra (fino al 2021)
- Alessio De Vita - violino (fino al 2021)
- Guglielmo Moro - batteria (fino al 2018)
- Luca Marcias - chitarra (fino al 2018)
- Dario Lotta
- Neil Lotta
- Pietro Crobe
- Mario Mancosu
- Antonio Lotta

## Discografia

### Album in studio
- 1994 - Su carru de nonnai
- 1999 - Janas
- 2002 - Billera
- 2004 - Baiana
- 2004 - Genna maia
- 2007 - Janas remix
- 2010 - Impundulu[2]

### Raccolte
- 2004 - Compilation a cura del gruppo editoriale L'Unione Sarda

### Singoli
- 2014 - Lettera per il paradiso
- 2016 - Kinghidos
- 2019 - Magica & lieve
- 2020 - Ses

## Riconoscimenti
- 1997 – 2º posto al concorso regionale “Musicamistade Mialinu Pira”
- 1998 – 3º posto al concorso regionale “Una città per cantare”
- 1998 – Vincitori del 1º Festival della Canzone Sarda con il brano “Sa Reiulta”
- 2000 – Vincitori del 3º Festival della Canzone Sarda con il brano “Sardus Pater”
- 2004 – Riconoscimento artistico e Premio Internazionale “Maria Carta"
- 2007 – Vincitori del Roma Music Festival con la canzone “Baiana” (versione sarda e spagnola)[1]

## Collaborazioni
- Gino Marielli dei Tazenda: scrittore dei brani Terra di me, Magica e lieve e Ses
- Beppe Dettori: nel brano Miradas
- Antonio Lotta: ex componente del gruppo
- Soleandro
- Massimo Cossu: arrangiamenti e produzione artistica
- Lele Melotti
- Paolo Costa[1]
- Giangi Cappai: nel disco Janas remix
- Carla Denule: nel brano Ses